# Вилжуиф
Вилжуиф е град и община в южните покрайнини на Париж, Франция. Намира се на 7 км (4,3 мили) от Нулевия километър (центъра) на Париж.

## Име
Името Вилжуиф е записано за пръв път в папско послание от 1119 г. като Вила Юдея, значението на което все още се обсъжда. Някои смятат, че значението е просто „земя на евреите", „имот на евреите", може би заради римските руини там, които показват, че през Средновековието мястото е обитавано от сарацини и евреи. Съвременните историци обаче смятат, че етимологията на Вила Юдея е по-вероятно свързана с „имот на Ювий или Ювей“, гало-римски земевладелец.

## Демография

### Демографско развитие
| 1793= 1362   | 1800= 1137   | 1806= 1320   | 1821= 1278   | 1831= 1377   | 1836= 1652   | 1841= 1503    | 1846= 1587   | 1851= 1514   |
| 1856= 1559   | 1861= 1813   | 1866= 2308   | 1872= 1917   | 1876= 2117   | 1881= 2678   | 1886= 3163    | 1891= 4294   | 1896= 5234   |
| 1901= 5835   | 1906= 6600   | 1911= 8671   | 1921= 11 725 | 1926= 18 751 | 1931= 25 192 | 1936= 27 540  | 1946= 25 359 | 1954= 29 280 |
| 1962= 46 116 | 1968= 51 120 | 1975= 55 606 | 1982= 52 448 | 1990= 48 405 | 1999= 47 384 | 2006 = 51 739 |              |              |

## Транспорт
Вилжуиф е обслужван от 3 станции на линия 7 на Парижкото метро: Villejuif – Léo Lagrange, Villejuif – Paul Vaillant-Couturier, Villejuif – Louis Aragon.

## Личности
- Камил Луисо, доайен на Франция (Doyenne de France) от 26 март 2005 до 12 август 2006 г., е починал в Болница Пол-Брус във Вилжуиф.
- Исей Сагауа, японският убиец и канибал, е отседнал в болницата с висока сигурност „Пол Гирард“ във Вилжуиф през 1982 – 1984 г.

## Побратимени градове
- Ямбол, България